# Acusana insignita
Acusana insignita är en insektsart som beskrevs av Delong 1942. Acusana insignita ingår i släktet Acusana och familjen dvärgstritar. Inga underarter finns listade i Catalogue of Life.